# Femke Dekker

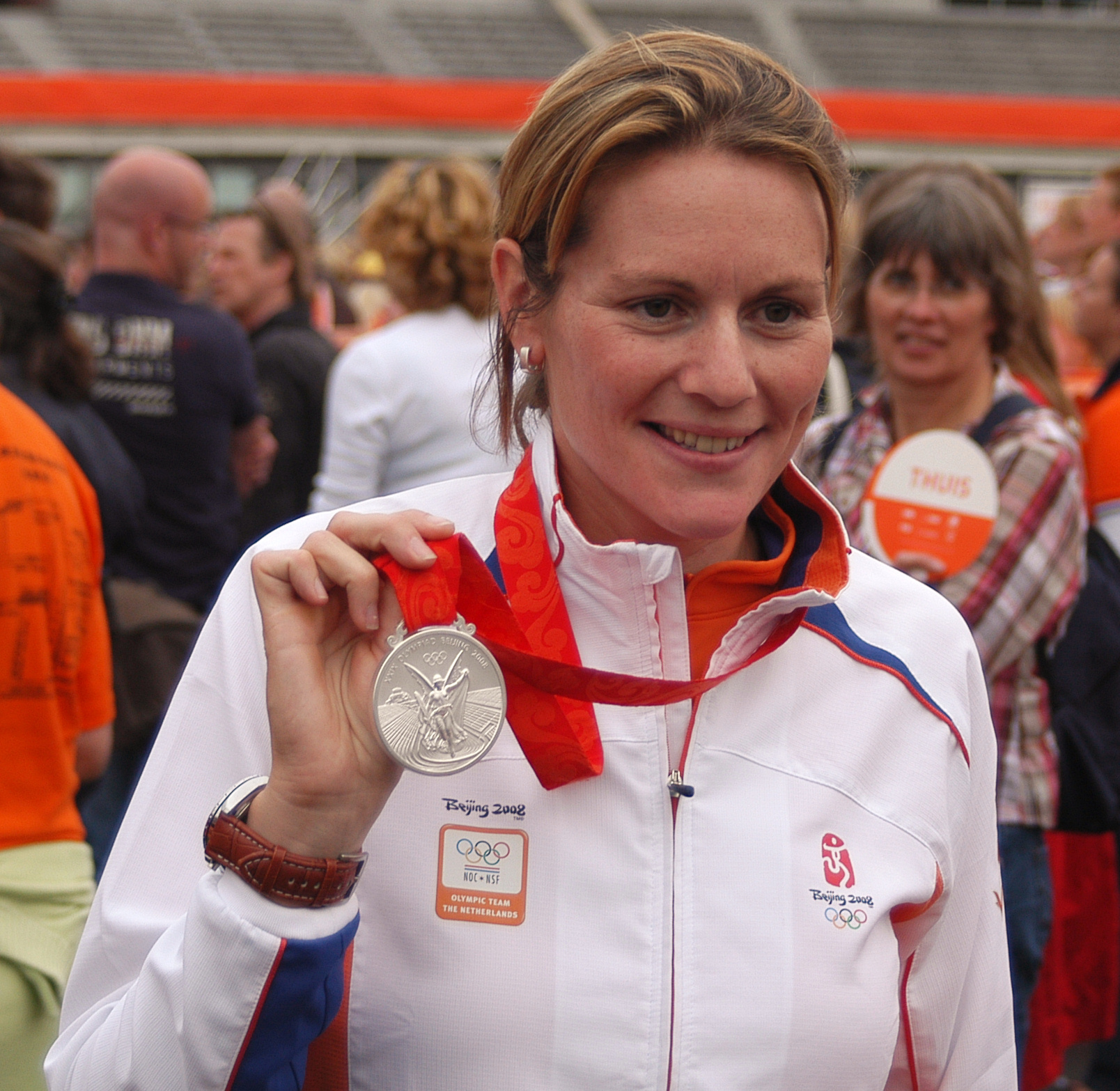
Femke Dekker 2008 nach der Rückkehr von den Olympischen Spielen

Femke Dekker (* 11. Juli 1979 in Leiderdorp) ist eine ehemalige niederländische Ruderin, die 2008 Olympiazweite im Achter sowie 2009 und 2010 Weltmeisterin im Vierer ohne Steuerfrau war.

## Karriere
Dekker begann 1990 mit dem Rudersport. Bereits im Jugendbereich gewann sie ihre ersten internationalen Medaillen; bei den Junioren-Weltmeisterschaften 1995 erhielt sie im Doppelzweier mit Christel Rijnten die Bronzemedaille, im Jahr darauf siegten die beiden zusammen mit Karin Klinge und Maartje Breeman im Doppelvierer. 1997 trat Femke Dekker im Einer an und belegte den fünften Platz. 
Bei ihrem ersten Olympiastart 2000 in Sydney trat Dekker zusammen mit Marloes Bolman im Zweier ohne Steuerfrau an und belegte den zehnten Platz. In der Weltcup-Saison 2001 startete Dekker im Doppelvierer, wechselte aber für die Ruder-Weltmeisterschaften in Luzern zurück zu den Riemenbooten. Sie trat im Vierer ohne Steuerfrau und im Achter an; während die Niederländerinnen mit dem Achter den achten Platz belegten, gewann der Vierer ohne in der Besetzung Christine Vink, Carin ter Beek, Anneke Venema und Femke Dekker die Bronzemedaille hinter den Booten aus Australien und Neuseeland.
2002 trat Femke Dekker international nur im Doppelvierer an, bei den Weltmeisterschaften belegte sie den achten Rang. 2003 ruderte Dekker zusammen mit Froukje Wegman im Doppelzweier, die beiden erreichten bei den Weltmeisterschaften das B-Finale und belegten insgesamt den zwölften Platz. 2004 trat Femke Dekker im Einer an und belegte beim Weltcup in München den dritten Platz, bei den Olympischen Spielen in Athen erreichte sie nicht das A-Finale und belegte wie bereits vier Jahre zuvor den zehnten Platz.
Nachdem Dekker bei der ersten Weltcupregatta 2005 mit Sanne Beukers im Doppelzweier den siebten Platz belegt hatte, wechselten beide in den Achter und belegten bei den nächsten beiden Weltcupregatten mit Dekker am Schlag den zweiten Platz. Vor den Ruder-Weltmeisterschaften 2005 schied Sanne Beukers aus dem Boot aus. In der Besetzung Femke Dekker, Nienke Dekkers, Nienke Hommes, Hurnet Dekkers, Annemarieke van Rumpt, Laura Posthuma, Annemiek de Haan, Helen Tanger und Steuerfrau Ester Workel belegte das Boot hinter Australien und Rumänien den dritten Platz. 2006 trat Dekker bei den Weltmeisterschaften im Vierer ohne an und belegte dort den fünften Platz. 2007 saß Dekker wieder im Achter; nach dem Weltcupsieg in München und zwei dritten Plätzen bei den anderen beiden Weltcupregatten entsprach der siebte Platz bei den Weltmeisterschaften nicht den Erwartungen.
2008 belegte der niederländische Achter im Weltcup zweimal den vierten Platz, beim Saisonhöhepunkt, den Olympischen Spielen in Peking erreichte der Achter in der Besetzung Femke Dekker, Annemiek de Haan, Nienke Kingma, Roline Repelaer van Driel, Annemarieke van Rumpt, Sarah Siegelaar, Marlies Smulders, Helen Tanger und Ester Workel den zweiten Platz hinter dem Achter aus den Vereinigten Staaten.
2009 trat Dekker beim Weltcupfinale auf dem Rotsee bei Luzern sowohl im Vierer ohne als auch im Achter an, nach dem Sieg im Vierer belegte sie im Achter den dritten Platz. Diesen Erfolg wiederholten die Niederländerinnen bei den Weltmeisterschaften in Posen: nachdem Chantal Achterberg, Nienke Kingma, Carline Bouw und Femke Dekker Weltmeister im Vierer geworden waren, gewannen sie zusammen mit Nienke Groen, Claudia Belderbos, Jacobine Veenhoven, Sytske de Groot und Steuerfrau Anne Schellekens Bronze im Achter. 2010 belegte der Achter beim Weltcup in Bled und bei den Europameisterschaften den zweiten Platz, bei den Weltmeisterschaften in Neuseeland platzierte sich das Boot auf dem fünften Rang; im Vierer ohne verteidigten Achterberg, Kingma, Bouw und Dekker ihren Titel aus dem Vorjahr. Bei den Weltmeisterschaften 2011 in Bled belegte der niederländische Achter wieder den fünften Platz, der Vierer ohne in der neuen Besetzung Wianka van Dorp, Olivia van Rooijen, Elisabeth Hogerwerf und Femke Dekker erhielt die Bronzemedaille.
Die 1,86 m große Femke Dekker startete während ihres Studiums für Nereus Amsterdam, später ruderte die Marketing-Spezialistin für den Ruderclub Die Leythe.